# Ревизор (фильм, 1952)
«Ревизо́р» — советский кинофильм, экранизация одноимённой комедии Николая Васильевича Гоголя. Режиссёром данного кинофильма является Владимир Петров. Премьера состоялась 1 декабря 1952 года.

## Сюжет
Авторы фильма весьма строго следовали оригинальному тексту Николая Васильевича Гоголя.
Городничий этого города, Антон Антонович Сквозник-Дмухановский (Юрий Толубеев), знакомит круг своих приближённых с письмом, в котором его предупреждают о возможном появлении в городе чиновника с ревизией. Чиновник этот должен появиться инкогнито. Местные помещики Бобчинский и Добчинский, обедая в гостинице, натыкаются на Хлестакова и с испугу принимают его за ожидаемого ревизора, в чём быстро убеждают и окружающих.
Принятый помещиками за ревизора Иван Александрович Хлестаков — мелкий чиновник из Петербурга (Игорь Горбачёв), который следует в Саратов со своим слугой Осипом (Алексей Грибов). В дороге он проиграл в карты и потому, не имея денег на проезд и даже на питание, застрял в гостинице уездного городка.
Полагая, что Хлестаков «важная шишка», городничий приглашает его на осмотр городских заведений, где для Хлестакова устраивают застолье и всячески развлекают гостя, а потом приглашает к себе домой.
Пьяный Хлестаков понимает, что его приняли за другого, выдаёт себя за друга Пушкина и почти фельдмаршала. Играя роль ревизора, Хлестаков начинает ухаживать одновременно за женой и дочкой городничего и берёт у чиновников «взаймы» больше 1000 рублей.
Пообещав жениться на дочери городничего Хлестаков уезжает из города. В разгар праздника в честь помолвки Хлестакова с дочерью городничего почтмейстер приносит письмо Хлестакова, из которого присутствующие узнают, что ревизор был не настоящий. После оглашения письма жандарм сообщает, что из Петербурга к ним в город прибыл настоящий ревизор. Городничий и чиновники застывают в немой сцене.

## В ролях
- Юрий Толубеев — Антон Антонович Сквозник-Дмухановский, городничий
- Анастасия Георгиевская — Анна Андреевна, жена городничего
- Тамара Носова — Марья Антоновна, дочь городничего
- Павел Павленко — Лука Лукич Хлопов, смотритель училищ
- Сергей Блинников — Аммос Фёдорович Ляпкин-Тяпкин, судья
- Михаил Яншин — Артемий Филиппович Земляника, попечитель богоугодных заведений
- Эраст Гарин — Иван Кузьмич Шпекин, почтмейстер
- Александр Полинский — Пётр Иванович Добчинский, городской помещик
- Василий Корнуков — Пётр Иванович Бобчинский, городской помещик
- Игорь Горбачёв — Иван Александрович Хлестаков, чиновник из Петербурга
- Алексей Грибов — Осип, слуга Хлестакова
- Александр Гузеев — Христиан Иванович Гибнер, уездный лекарь
- Евгений Агуров — Фёдор Иванович Люлюков, отставной чиновник, почётное лицо в городе
- Николай Рыбников — Иван Лазаревич Растаковский, отставной чиновник, почётное лицо в городе
- Николай Чистяков — Степан Иванович Коробкин, отставной чиновник, почётное лицо в городе
- Сергей Калинин — Степан Ильич Уховёртов, частный пристав
- Иван Рыжов — Свистунов, полицейский
- Валентин Онищенко — Пуговицын, полицейский
- Александр Щагин — Держиморда, полицейский
- Н. Тимяков — Абдулин, купец
- Анастасия Зуева — Февронья Петровна Пошлёпкина, слесарша
- Елена Понсова — жена унтер-офицера
- Павел Иванов — Мишка, слуга городничего
- Анатолий Кубацкий — слуга трактирный
- Анна Заржицкая — Коробкина
- Владимир Ершов — жандарм
- Надежда Самсонова — дочь Земляники
- Владимир Уральский — купец
- Анатолий Папанов — чиновник

## Съёмочная группа
- Автор сценария и режиссёр: Владимир Петров
- Оператор: Юрий Екельчик
- Художник: Владимир Каплуновский
- Композитор: Николай Тимофеев
- Директор: Осман Караев

## История создания
Павильонные съёмки производились в Москве, натурные — в историческом центре Костромы.
Для Игоря Горбачёва это была первая крупная роль в кино. Молодому актёру, к тому же без профессионального образования, предстояло играть на одной площадке с величайшими мастерами, из-за чего многие, включая членов съёмочной группы, с сомнением восприняли выбор режиссёра. Однако тот был уверен в артисте, который за год до этого с успехом играл Хлестакова на сцене Студенческого театра ЛГУ и был отмечен решением жюри на Всесоюзном смотре художественной самодеятельности. Он получил высокую оценку театральных деятелей, в том числе Николая Светловидова, 25 лет исполнявшего эту роль. Достоверности добавляло и то, что Горбачёв и Хлестаков были одного возраста и одной комплекции.
Юрий Толубеев также сыграл Сквозник-Дмухановского одновременно и в кино, и на сцене: в 1952 году Леонид Вивьен, главный режиссёр Ленинградского театра драмы имени А. С. Пушкина, пригласил Толубеева на роль городничего в своей постановке «Ревизора».
Анатолий Папанов позже исполнит роль городничего в постановке «Ревизор» Московского театра Сатиры.

## Актёрские образы
По мнению Ростислава Юренева, многие образы вышли удачными. Он особо отмечал Осипа в исполнении Алексея Грибова, одно появление которого «вызывает смех, оживление». Грибов отказался от идеализации персонажа, «в котором некоторые исполнители склонны были видеть чуть ли не носителя народной мудрости». Его Осип «ленив, хитёр, жаден, жуликоват», но при этом знает цену и Хлестакову, и окружающим. Толубеев же прекрасно показал «сложную и страшную фигуру Городничего», однако его игра выходила за рамки комедии, особенно в финальных сценах, способных пробудить у зрителя жалость к его персонажу, «что, конечно, нарушило бы идейный замысел комедии». По этой же причине критике подвергся и образ Игоря Горбачёва:
Задачей режиссёра стало выровнять, направить, идейно укрепить роль Хлестакова, талантливо намеченную ещё в самодеятельном театре. Режиссёр, к сожалению, не завершил этой работы. Обаяние Горбачёва-актёра становится обаянием Хлестакова, он перестаёт быть «фитюлькой», ничтожеством и превращается порой в этакого беззаботного молодого шутника и кутилу.
Киновед Леонид Муратов, соглашаясь с обаятельностью Горбачёва, напротив, называл это главной удачей экранизации. Он напоминал о классических работах Михаила Чехова, «сыгравшего в двадцатые годы роль Хлестакова в жуткой и мрачно-насмешливой манере психологического гротеска», и Эраста Гарина, который играл «фикцию, мираж какого-то зловещего и таинственного, почти инфернального персонажа, погружённого в мир преследовавших его видений». По его словам, ни эти, ни более поздние сатирически-разоблачительные трактовки образа не смешили, в отличие от Горбачёва, «вызывающего непрестанно весёлый смех кинозрителей», а сама роль стала «поэмой упоения собственной ложью, монологом-исповедью».
Болеслав Ростоцкий посвятил статью в журнале «Искусство кино» спору с автором рецензии, опубликованной в газете «Советское искусство» за месяц до премьеры, где тот раскритиковал игру Горбачёва, хотя годом ранее эта же газета опубликовала положительный отзыв Николая Светловидова на спектакль Студенческого театра ЛГУ. Ростоцкий утверждал, что актёр не только сохранил все качества театрального образа, но и развил их, во многом обеспечив успех картине отсутствием «резкости» в своей трактовке, естественностью своего поведения, что соответствовало замыслу Гоголя:
Горбачёв очень тонко и выразительно подчеркивает, что Хлестаков ни в какой степени не ведёт, не направляет событий. Наоборот, события влекут его, а он только слепо отдаётся их течению, всегда и постоянно оставаясь верен себе, своей готовности и жажде порисоваться, пустить пыль в глаза, казаться «благородней, чем как в самом деле». Это важная особенность характеристики образа.

## Критика
Литературовед Николай Степанов назвал фильм ярким и впечатляющим, сохранившим основу социальной комедии, «жизненных красок и типическую силу образов», но в то же время не стремящимся дословно перенести театральное действие на экран. Он отметил продуманное отношение к тексту: сокращения были сделаны «тактично, и зритель достаточно полно чувствует всё великолепие гоголевского слова, его юмор, его яркую живописность».
По словам Ростислава Юренева, Гоголь с помощью смеха боролся с пороками своего времени, и поэтому чрезмерное «осерьёзнивание» «Ревизора» не пошло на пользу картине: на его взгляд, порой слишком академичная игра исполнителей главных ролей «ослабляет сатирическое звучание комедии».
Леонид Муратов писал, что спустя 20 лет то, что «претендовало на жизнеподобное объяснение и оправдание гоголевской комедии, в силу плоско понятой кинематографичности образа и его достоверности, сейчас режет глаз», но при этом картина всё так же захватывает благодаря «яркой театральности экранного бытия Хлестакова-Горбачёва».
В «Ревизоре» режиссёра Владимира Петрова не стоит отыскивать ни новшеств авторского прочтения, ни экспериментальных находок, ни особого «осовременивания», присущих более поздним экранизациям… В этом фильме нет ничего лишнего. Только классический текст Н. В. Гоголя, классически поставленный и великолепно сыгранный талантливейшими классическими театральными актёрами. В этом и состоит его вневременная ценность.

## Видео
С 1990 года фильм выпущен на видеокассете кинообъединением «Крупный план».